# آلبرتو گوزیک
آلبرتو گوزیک (انگلیسی: Alberto Guzik; ۹ ژوئن ۱۹۴۴ – ۲۶ ژوئن ۲۰۱۰) یک روزنامه‌نگار اهل برزیل بود.